# Wegwielrennen op de Paralympische Zomerspelen 2020 - Tijdrit mannen H1
De tijdrit mannen H1 bij het wegwielrennen tijdens de XVIe Paralympische Zomerspelen, vond plaats op de Fuji Speedway een racecircuit in de Japanse prefectuur Shizuoka.

## Uitslag
| #      | renners              | renners | tijd     | tijd      |
| ------ | -------------------- | ------- | -------- | --------- |
| Goud   | Pieter du Preez      | RSA     | 43:49.41 |           |
| Zilver | Fabrizio Cornegliani | ITA     | 45:44.56 | +1:55.15  |
| Brons  | Maxime Hordies       | BEL     | 47:01.23 | +3:11.82  |
| 4      | Patrik Jahoda        | CZE     | 52:56.13 | +9:06.72  |
| 5      | Teppo Polvi          | FIN     | 56:29.24 | +12:39.83 |
|        | Harri Sopanen        | FIN     | DNF      | DNF       |
|        | Ernst Bachmaier      | AUT     | DNF      | DNF       |